# Blagaj
Blagaj (v srbské cyrilici Благај) je vesnice (oficiálně osídlené místo, bosensky naseljeno mjesto), která se nachází v jižní části Bosny a Hercegoviny. Administrativně spadá pod město Mostar. Vesnice, která v roce 2013 evidovala celkem 2 684 obyvatel, je známou turistickou lokalitou především kvůli vyvěračce řeky Buny a blízké tekiji. Mezi další zajímavé objekty v blízkosti Blagaje patří také pevnost Stjepan grad nebo dům Velagićů.
Název města Blagaj znamená v místním jazyce místo s mírným podnebím. Blagaj se nachází na samém východním okraji širokého pole, které tvoří údolí řeky Neretvy a kde panují podstatné vlivy středomořského klimatu.
Osídlení tohoto místa existovalo již v dobách existence Římské říše a je zaznamenáno v dokumentu De Administrando Imperio z časů říše byzantské. Existoval zde i pravoslavný kostel sv. Kosmy a Damiána, který nechal ve 12. století postavit srbský král Štěpán Nemanja ve 12. století. Ve století šestnáctém byla zbudována současná tekija. Moderní obec se rozvinula jako podhradí (má místní název Podblagaj) pod pevností Stjepan grad, která se rozkládá na svahu přilehlého masivu.